# 1666
1666 (MDCLXVI) a fost un an obișnuit al calendarului gregorian, care a început într-o zi de miercuri.

## Evenimente

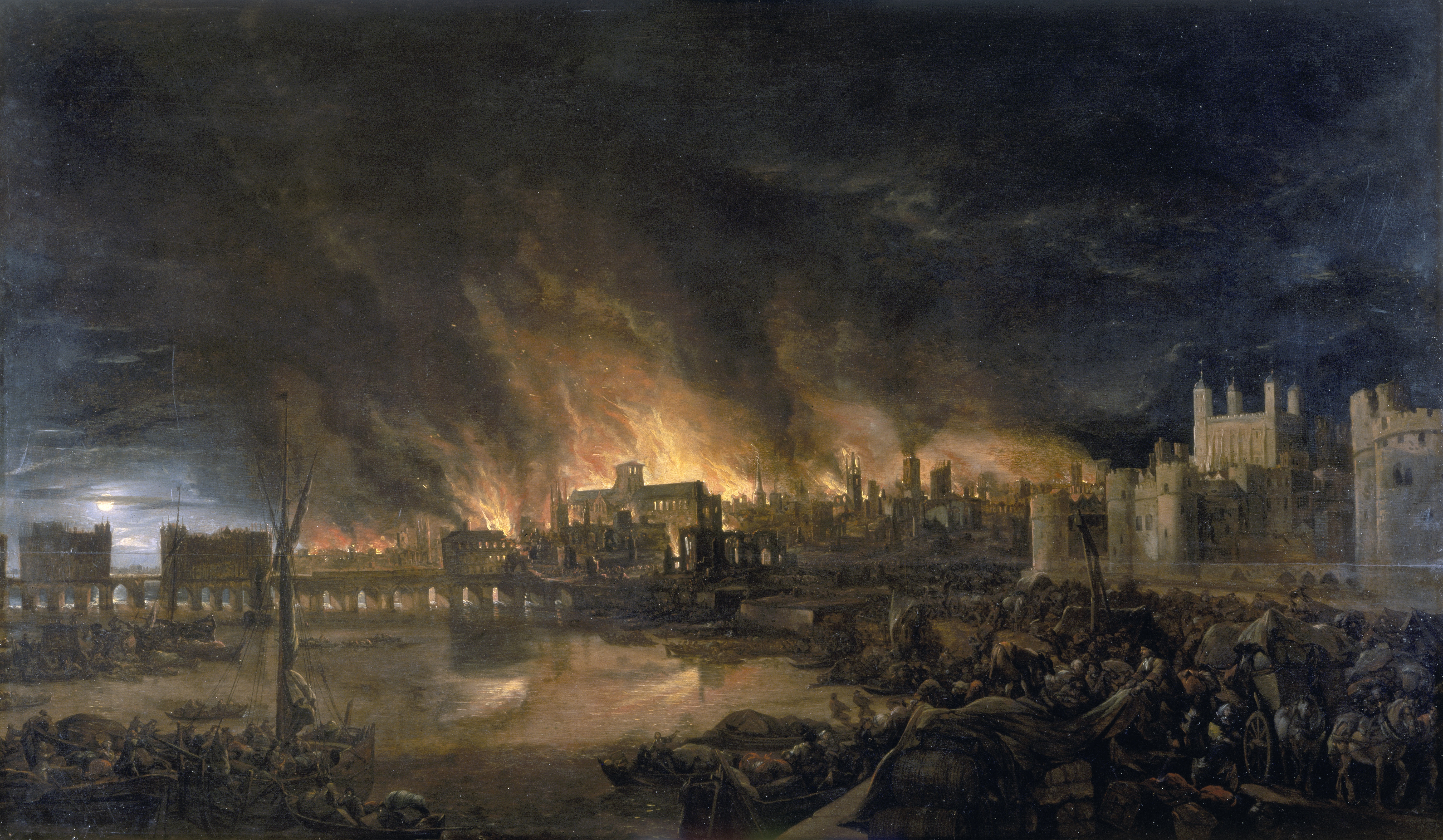
2-5 septembrie: Marele Incendiu din Londra

- 2-5 septembrie: Londra este distrusă de ceea ce avea să fie cunoscut ca Marele Foc. Orașul a fost mistuit în patru zile și jumătate; 90% din londonezi au rămas fără adăpost.

### Nedatate
- Cassini observă calotele de gheață de la polii planetei Marte.
- În Ars combinatoria, Gottfried Wilhelm Leibniz sugerează că ar putea fi inventat limbajul matematic utilizat în raționamente; abia în secolul al XIX-lea însă, George Boole și alții vor dezvolta această idee în ceva folositor.
- În Originea formelor și calităților, Robert Boyle afirmă că totul este făcut din atomi; cartea reflectă punctul său de vedere mecanicist asupra naturii.
- În Paradoxuri hidrostatice, Robert Boyle își descrie experimentele cu privire la comportamentul fluidelor.
- Într-un manuscris netitrat, cunoscut de istorici sub numele de Micul Tratat din Octombrie 1666, Newton își descrie activitatea timpurie asupra sistemelor de calcul.
- La Paris este înființată Academia Regală de Științe (Académie Royale des Sciences). Christiaan Huygens, împreună cu alți 19 oameni de știință, este desemnat membru fondator. După Revoluție, se renunță la cuvântul Regală din titulatură, iar caracterul academiei se schimbă; mai târziu va deveni Institulul Franței (Institut de France).
- Pierre-Paul Riquet construiește Canal du Midi, de 290 km (180 mile) lungime, legând Marea Mediterană de Oceanul Atlantic.
- Richard Lower face o demonstrație practică de transfuzie între doi câini.
- Se joacă pentru prima dată piesa Mizantropul de Molière.

## Nașteri
- 17 ianuarie: Antonio Maria Valsalva, medic italian (d. 1723)
- 1 februarie: Marie Thérèse de Bourbon, fiica lui Henri Jules, Prinț de Condé (d. 1732)
- 14 mai: Victor Amadeus al II-lea al Sardiniei (d. 1732)
- 6 august: Maria Sofia de Neuburg, regina consort a Portugaliei (d. 1699)
- 6 septembrie: Țarul Ivan al V-lea al Rusiei (d. 1696)
- 15 septembrie: Sofia Dorothea de Celle, soția regelui George I al Marii Britanii (d. 1726)
- 2 octombrie: Marie Anne de Bourbon, fiica nelegitimă a regelui Ludovic al XIV-lea al Franței (d. 1739)
- 17 octombrie: Johann Wilhelm al III-lea, Duce de Saxa-Eisenach (d. 1729)
- decembrie: Stephen Gray, astronom și fizician englez (d. 1736)

## Decese
- 20 ianuarie: Ana de Austria (n. Ana María Maurícia), 64 ani, soția regelui Ludovic al XIII-lea al Franței (n. 1601)
- 22 ianuarie: Shah Jahan (n. A'la Azad Abul Muzaffar Shahab ud-Din Mohammad Khurram), 72 ani, al 5-lea împărat mogul al Indiei (n. 1594)
- 26 februarie: Armand de Bourbon, Prinț de Conti, 36 ani (n. 1629)
- 27 februarie: Luisa de Guzman (n. Lluïsa de Guzmán), 52 ani, regină consort a Portugaliei (n. 1613)
- 29 august: Frans Hals, 84 ani, pictor olandez (n. 1582)
- 23 septembrie: François Mansart, 68 ani, arhitect francez (n. 1598)